# 라타샤 할린스
라타샤 할린스(영어: Latasha Harlins)는 1975년에 태어난 아프리카계 미국인 여성이다. 그는 1991년 3월 16일, 로스앤젤레스의 상점에서 살해당했는데 원인은 당시 상점 주인이었던 51세의 여성 두순자(영어: Soon Ja Du)가 라타샤 할린스를 절도범으로 오인해 말다툼과 몸싸움을 한 끝에 결국 두순자가 상점을 나가려던 그의 뒷머리를 조준사격해서 총격하였기 때문이다. 이 사건이 두순자 사건(斗順子 事件)이다. 재판과정에서 라타샤 할린스는 빈민 가정 출신으로 착실히 학교를 다니던 평범한 고등학생이었으며, 두순자의 총격 역시 조준사격에 의한 것임이 드러났다. 그러나 판사는 두순자에게 집행유예와 400시간의 사회봉사명령을 선고했으나 로스앤젤레스의 흑인 사회에서는 살인 사건에 대한 너무 적은 형량이라는 불만을 갖게 되었고, 결국 1992년 4월 29일 발발한 로스앤젤레스 폭동에서 한인들의 상점이 많은 피해를 입은 한 단초가 되었다.

## 배경
재판 과정에서 나온 증언과 조사 결과에 따르면 두순자는 한국에서 의사의 딸로 태어나 여유로운 삶을 누리다가 1976년 미국으로 남편과 이민와 남편의 상점들에서 일을 했다고 한다. 로스앤젤레스 남부에 있던 남편의 상점들은 강도와 협박에 시달렸으며, 만약의 사태를 대비하기 위해 두순자의 남편은 권총을 계산대에 준비해두었다. 하지만 이 권총은 이 사건이 일어나기 이전에는 사용한 적이 없으며, 오히려 다른 강도가 훔쳐갔다 경찰에 의해 되돌려 받기도 했다. 오발 사건을 일으켰던 이 권총은 이를 훔쳐갔던 강도가 더 손쉽게 발사할 수 있도록 개조한 것으로 드러났다.

## 두순자 사건
CCTV를 통해 드러난 정황에 따르면, 두순자의 가게 Empire Liquor에서 라타샤 할린스는 백팩에 오렌지 주스를 넣고 한 손에는 이를 지불할 돈을 쥐고 있었다. 하지만 두순자는 라타샤 할린스가 지폐를 쥐고 있는 것을 보지 못했고, 말로서 제재하기 충분한 상황이었지만 두순자는 말대신 손부터 나가서 라타샤의 스웨터와 가방을 힘으로 빼앗으려 했다. 그 과정에서 라타샤의 옷을 쥐어뜯고 멱살을 잡고 흔드는등 두순자가 라타샤에게 먼저 폭력을 가했다 (폭력이란게 꼭 주먹으로 가격해야지만 폭력이 아니라 '타인의 신체에 함부러 물리적 위력을 가하는 모든 행위'가 폭력으로 정의된다). 먼저 폭력을 당한 라타샤는 결국 계산대를 넘어가 두순자의 머리를 주먹으로 두 번 가격했고, 두순자는 라타샤를 밀친 뒤 의자를 집어던졌다. 모든 몸싸움이 종료된 뒤 라타샤가 오렌지 주스를 계산대에 놓고 매점에서 걸어 나가려 하자, 두순자는 권총을 들어 라타샤 할린스의 뒷통수를 총으로 조준사격해서 쏘았다.

## 재판
1991년 11월 15일 열린 재판에서, 이 사건에 대해 배심원은 유죄 평결을 내렸고 검사는 흑인 사회의 반발을 고려하여 16년 형을 구형했으나, 백인 여성인 판사 조이스 앤 칼린(Joyce Ann Karlin)는 두순자가 재범의 가능성이 적다는 이유로 400시간의 사회 봉사명령 및 500달러 벌금과 함께 5년 간의 보호관찰 판결을 내렸다. 결국 이 판결로 인해 흑인들의 사법 시스템 및 한인들에 대한 반감이 확산되었고, 결국 로스앤젤레스의 흑인 지역에서 장사하던 한국인이 흑인들의 주요 폭행 대상이 된 단초를 제공했다.

## 1992년 로스앤젤레스 폭동
1992년 4월 29일 로스앤젤레스 경찰의 로드니 킹 폭행 사건에 대한 재판에서 네 명의 경찰 모두에게 무죄가 선고된 것이 계기가 되어 1992년 로스앤젤레스 폭동이 일어났다. 폭동이 시작되자마자 미국 언론 ABC 방송과 LA지국인 KABC TV에서는 라타샤 할린스의 사망 사건을 집중 보도하였다. 이는 한국인과 흑인 사이의 인종 갈등을 야기함으로써, 흑인들의 백인들에 대한 분노를 한국인에게 돌아가도록 한 의도였던 것으로 이해된다. 또 로드니 킹 사건과 두순자 사건 때, 미국 언론사들은 증거 자료로 제출된 비디오에서 로드니 킹이 출동한 경찰관들 몇 명을 밀치고 구타한 장면과, 라타샤 할린스가 두순자의 안면을 여러 차례 구타한 장면을 삭제한, 편집된 비디오를 방송에 내보내어 흑인들로 하여금 한국인과 백인 경찰들이 흑인을 차별한다고 생각하게 했다.
그 결과 이 폭동은 주로 흑인들이 한국인과 기타 아시아인을 향해 진행되었다. 흑인들은 한국인으로 보이는 동양인들에게 무차별 구타와 집단 난타, 투석, 총격을 가했고 격앙된 한국인 출신 이민자들 역시 흑인들을 발견하는 족족 끌어다가 구타, 폭행을 가하였다. 한흑 갈등으로 인한 로스앤젤레스시 전체의 피해액은 7억 1천만 달러 선으로 집계되었으며, 이 중 한인 업소는 약 2,300개 업소가 전소되는 등 한국인 피해액은 3억 8천만 달러로 절반에 달한다.

## 같이 보기
- 로스앤젤레스 폭동
- 인종갈등